# Nili Fossae
Le Nili Fossae sono una struttura geologica della superficie di Marte.